# تايجون تاكيدا
تايجون تاكيدا (باليابانية: 武田泰淳)‏ (12 فبراير 1912 في طوكيو - 5 أكتوبر 1976 في طوكيو)؛ لغوي، وروائي، وكاتب، وكاتب سيناريو من اليابان.

## الجوائز
- الجائزة الكبرى للأدب الياباني  [لغات أخرى]‏

## روابط خارجية
- تايجون تاكيدا على موقع IMDb (الإنجليزية)
- تايجون تاكيدا على موقع قاعدة بيانات الفيلم (الإنجليزية)